# Українці в Словаччині
Украї́нці в Словаччині (словац. Ukrajinci na Slovensku) — всі, хто себе вважає українцями, зокрема громадяни України й Європейського Союзу. Також до цієї категорії належать всі громадяни Словаччини, які визнають себе українцями. Останніх в Словаччині визнано на державному рівні як українську національну меншину (рідше українська діаспора).
Згідно з офіційним переписом населення, станом на 2001 рік у Словаччині проживало 55 000 громадян ЄС, які вважають себе українцями. Порівняно з українцями Румунії українська діаспора у Словаччині почувають себе значно краще. Сягаючи кількості 100 тис. чоловік (за офіційною статистикою 55 тис.), вони компактно розміщені у близько 300 селах навколо міста Пряшева у передгір'ях Карпат. Хоч сьогодні український регіон повністю підконтрольний і входить до Словаччини, історично він пов'язаний з державотворенням України, зокрема з Українською Народною Республікою.
Українці в Словаччині поділяють на три групи населення:
1. автохтони — населення українців, чиї прародичі мешкали на українських етнічних землях сучасної Словацької Республіки задовго до її встановлення;
2. емігранти — населення українців, які переселилися в Словаччину під впливом політичних, соціальних чи економічних чинників після створення Чехословаччини в 20 столітті, згодом проголошення незалежної Словаччини і відновлення незалежності в 1993 році);
3. діаспора. Значна частина українців в Словаччині належать до автохтонів, мешкаючи на північному сході країни – Пряшівщина.

## Історія
У 20 столітті історія недобре обійшлася з українським народом та українцями Пряшева. Не надання обіцяної автономії українцям із Західноукраїнської Народної Республіки у складі Чехословаччині створило історичний прецедент, який згодом уже неможливо було обминути. Після закінчення Другої світової війни новостворена Українська національна рада Пряшівського краю, репрезентуючи інтереси населення регіону, порушила питання про його автономію в межах Чехословаччини. Проте як чеські урядовці в Празі, так і словацькі у Братиславі відмовилися визнати чинність цих політичних вимог — хоч і пішли на значні поступки у культурно-освітній сфері.
До 1948 року українці мали власну шкільну систему, газети, видавництво, театр, молодіжну організацію. Через поширеність москвофілії та відновлення політичного русинізму серед місцевої інтелігенції (ізольований Пряшів був останнім регіоном, де збереглось це дивне й колись дуже поширене явище) у більшості з вищеназваних інституцій вживалась іноземна російська мова. Однак програма русинизації українців, запроваджена новим комуністичним урядом Чехословаччини на початку 50 років 20 століття, мала і свої плюси, напр. надала поштовх розвиткові української літературної мови. Виникла, нова аполітична організація Культурна спілка українських трудівників КСУТ, що представляла інтереси політичних русинів і українців
Утвердження комуністичного ладу у Чехословаччині (1948 р.) потягло за собою колективізацію та заборону греко-католицької церкви і заміною її на Православну Церкву Чехословаччини. Згодом, коли уряд Дубчека наприкінці 60 років почав надавати соціалізмові «людське обличчя», греко-католицька церква знову була легалізована. Значно зріс словацький вплив на церкву.
Як і скрізь у Чехословаччині, серед українців починання Дубчека викликали ентузіазм та громадську активність. Навесні 1968 року виник задум скликання Української національної ради. Україномовні газети рясніли закликами до політичної, економічної та культурної автономії. Літературна творчість молодого талановитого покоління української інтеліґенції досягла небувалих висот. А патріотичний голос пряшівських україномовних радіопрограм непокоїв Київ, як Братиславу та Прагу. Але цьому раптово було покладено край у серпні 1968 року, коли півмільйона радянських і союзних військ вторглися до Чехословаччини, щоб придушити Дубчекову «революцію».
Репресивні заходи, що їх було вжито в Чехословаччині протягом 1970-1980 років, не привели до цілковитої ліквідації українських культурних інституцій. Відділення Пряшівського університету, КСУТ. Друкувалася українська преса. Все це, однак, перебувало під пильним наглядом словацького уряду. Зростали й зусилля, спрямовані на перехід українців на обов'язкову національність русин або вимушену словацьку національність.

## Сучасність
Позитивною стороною нинішньої ситуації є те, що русини-українці матеріально живуть значно краще, ніж будь-коли. Протягом останніх десятиліть уряд здійснив електрифікацію регіону; в колись відсталому та ізольованому Пряшеві з'явились нові промислові підприємства, шляхи. У сільському господарстві зайнято вже менше половини місцевих українців. Більшість серед них становлять промислові робітники, службовці, спеціалісти різного профілю. Проте як і в 1968 році, прибутки українців у середньому на 40 % нижчі від прибутків чехів і словаків. Тож як з економічного, так і з національного боку вони продовжують зазнавати дискримінації.

### Українці на Пряшівщині

#### Загальні відомості
У 1991 році під час перепису населення Чехословаччини в Словаччині вперше запроваджено дві позиції для самовизначення населення — українець та русин (до того все місцеве населення було ідентифікувано як русини, рідко українці). В кінці дев'яностих розподіляли єдине русько-українське населення Пряшівщини, що раніше становило одне ціле з лінгвістичної точки зору, розбито на три групи: українців, політичних русинів і словаків — остання група, завдяки асиміляції українського населення, постійно збільшується за рахунок двох перших.
Частина карпато-русино-українського населення Пряшівщини усвідомлює себе окремою від українців етнічною групою — русинами, у щоденному мовленні вони вживають ті самі діалекти лемківського говору, що і українці Словаччини, але як писемну використовують не літературну українську мову, а штучно вигадану русинську (лемківсько-пряшівську) мову — ніби то кодифіковану, ще у 1995 р. як два діалекти лемківського говору української мови у Словаччині (західноземплінський та східноземплінський).
За даними перепису населення Словаччини, який відбувся у 2001 р., було зареєстровано понад 10,8 тисяч осіб української національності (0,2 % від загальної чисельності населення країни), що мешкали 250 змішаних словацько-українських селищах: Гуменному — 4,9 тис. осіб, Свиднику — 1,8 тис., Пряшеві — 1,6 тис., Бардійові — 1,6 тис., Кошицях — 1,1 тис., Старій Любовні — 700 осіб тощо. За переписом 1991 р. українцями у Словаччині було зареєстровано 13.847 осіб.
Українською мовою на Пряшівщині говорить понад 11 тис. осіб. Українцями ідентифікує себе третина русько-українського населення Словаччини, політичними русинами — дві третини.
Україномовна література Пряшівщини становить важливу частину загальноукраїнського літературного процесу. В 20 ст. літературний журнал Дукля був одним з найцікавіших україномовних видань східної Європи. Найвизначнішим поетом Пряшівщини був С. Гостиняк (збірка «Пропоную вам свою дорогу» 1965 р., «Лише двома очима» 1967 р.). Серед інших україномовних письменників та громадських діячів можна назвати І. Невицьку та Севастіяна Сабола (Зореслава). Феноменом післявоєнного часу стала українська секція «Спілки словацьких письменників»: В. Ґренджа-Донський, І. Мацинський, Михайло Шмайда, Єва Бісс, Степан Гостиняк, І. Яцканин, Йосип Збіглей не просто творили українську літературу високої якості, вони розширяли її межі, вносячи відчутні європейські інтонації, чого не існувало в окупованій Радянським Союзом Україні.
Українське літературознавство Словаччини представлене О. Рудловчак, М. Неврлиєм, Юрієм Бачаєм, М. Мушинкою. У XXI ст. україномовна література Пряшівщини є також сучасною, місцями і та цікавою. Роман «Синя ружа» Василя Дацея було висунуто на здобуття Шевченківської премії.
Українською мовою виходило три видання: газета Нове життя, орган Союзу русинів-українців СР, літературно-мистецький та публіцистичний журнал Дукля, орган Спілки українських письменників Словаччини та дитячий журнал Веселка.
Система шкільної освіти українською мовою об'єднує 11 дитячих садків, 8 початкових шкіл та 1 середню школу. Україністику можна вивчати у Пряшівському університеті та Бансько-Бистрицькому університеті ім. Матея Бела. Через асиміляційну політику словацької влади україномовна освіта поступово згортається (у 50 рр. було 72 дитячі садки, 272 основні школи, 44 неповні середні школи, 11 повних середніх шкіл з матурою та рядом паралельних українських класів при спеціальних словацьких середніх школах, кафедри української мови та літератури на двох пряшівських факультетах, а також координуюча державну освітня установа «Реферат українського шкільництва» (РУШ) при міністерстві шкільної освіти Словаччини). У XXI ст. українську мову як неосновну вивчає бл. 1000 учнів.
На Пряшівщині існують Музей української культури (МУК) у Свиднику, як складова частина «Словацького національного музею» та «Спілки українських письменників Словаччини», проводився фестиваль «Свято пісні і танцю русинів-українців СР» у Свиднику. Через політику Словаччини, направлену на асиміляцію та популяризацію політичного русинства, останніми роками ліквідовано «Піддуклянський український ансамбль» й Українську редакцію радіо, припинено видавництво художньої літератури та підручників, ліквідовано журнал «Дружно вперед».
Пряшівщину можна вважати колискою українського народознавства: саме тут у 1550—1571 рр. в селі Венеція-Луків Бардіївського округу було записано найдавніший повний текст української пісні Дунаю, Дунаю, чому смутен течеш?.

#### Етнічні межі
До 1919 р. Пряшівщина входила до складу угорської частини Австро-Угорщини та мала такий самий статус, як і Карпатська Україна — була поділена на адміністративні райони (Спиську, Шариську та Земплінську жупу та Собранецький повіт Ужанської жупи) без огляду на те, які народи там проживали. Окрім того українські етнічні острови були в Абовській (Абауй-Торнянській) та Ґемерській жупах. В Австро-Угорщині Пряшівщина розглядалася як невід'ємна частина земель (разом зі Східною Галичиною, Північною Буковиною, Закарпаттям та Північним Мараморошем), заселених українськими карпато-русинами. Мову Пряшівщини визначали як «руську мову» (німецькою Ruthenische Sprache), частину української мови.
Наприклад, М. Лучкай у латиномовній «Grammatica slavo-ruthena: seu vetero-slavicae, et actu in montibus Carpathicis parvo-Russicae, ceu dialecti vigentis lingvae» (укр. Граматика слов'яно-руська: або старослов'янська і теперішня, поширена у карпатських горах, малоросійська мова, що є живим її діалектом), опублікованій у 1830 р., таким чином визначає межі поширення мови, якою говорять мешканці Пряшівщини (називаючи її паралельно «lingua ruthenica» та «lingua ruthena» — руська мова, «lingua parvo-russica» — малоросійська мова):
|  | «Unica Dialectus mansit absque Grammatica, et forte corruption, scilicet: Ruthenica, aut Карпато-рускаѧ, quae praeter parvam Russiam, Poloniam, preacipue usu venit in Galicia, Lodomeria, Bukovina, et ab hinc per latus meridionale montium Carpathicorum, seu superiorem Hungariam usque Scepusium, cujusque labii animae in Diaecesi Munkatsiensi et Eperjesiensi, in parteque M. Varadinensi ad medium millionem numerantur». «Без граматики, а може, і без сильного зіпсуття, залишилася єдина мова – руська або карпато-рускаѧ, яка вживається, крім Малоросії, Польщі, ще в Галичині, на Волині, на Буковині, і звідси через південний бік карпатських гір, або верхню Угорщину, по Спиш, нею говорить кожен у мукачівському та пряшівському єпископстві, та у частині єпархії Орадя-Маре до пів мільйона осіб». |

У 1919 р. між Карпатською Україною (окупаційна назва Підкарпатська Русь) та Словаччиною, як двома складовими частинами Чехословаччини, було проведено адміністративний кордон — до складу Словаччини увійшло близько 3 500 км² української суцільної етнічної території та близько 100—120 тисяч русько-українського населення.
Встановленням етнографічного кордону між українцями і словаками на Пряшівщині займався від 1922 р. Ян Гусек (1884—1973 р.р.). Відповідаючи на питання, до якої групи належать русини у Закарпатті та на Пряшівщині, він писав:
|  | Немає сумніву, що "руський народ" (люд), що живе у східній Словаччині та на Підкарпатській Русі належить до української частини російського племені. |

Див. також статтю Пряшівщина.
Пряшівщина колись входила у склад Великої чи Білої хорватії, русько-українське населення є тут автохтонним. Оскільки на Пряшівщині поширений лемківський говір південно-західного наріччя української мови, фонетично мова Пряшівщини ближча до української літературної мови, ніж мова центральної частини Закарпаття (середньозакарпатські говори), однак відмінності у лексиці дуже суттєві — лемківська говірка на Пряшівщині зазнала словакізації.
Див. також статтю Русинська мова на Пряшівщині.
Зараз русько-українська Пряшівщина, за винятком прилеглої до України області, являє собою смугу до 150 км довжиною, шириною лише 10-40 км.

### Розселення
Українці в Словаччині — це, в основному, автохтонне населення, представники якого компактно проживають в південно-східній частині сучасної Словацької Республіки. За даними останнього перепису населення СР, який відбувся у 2001 році, у Словацькій Республіці зареєстровано понад 10,8 тисяч осіб української національності. Зазначена кількість становить лише 0,2 % від загальної чисельності населення Словаччини Українська національна меншина СР представлена, головним чином, автохтонним українським населенням. Тут нараховується близько 250 в минулому українських, а тепер, переважно, словацько-українських селищ. Основна маса українців проживає в Гуменному — 4,9 тис. осіб (4,3 % населення), Свиднику — 1,8 тис. (3,9 %), Пряшеві — 1,6 тис. (0,8 %), Бардійові — 1,6 тис. (2,0 %), Кошицях — 1,1 тис. (0,5 %), Старій Любовні — 0,7 тис. (1,4 %). Більшість тих, хто визнав себе русинами, зосереджена в Гуменному — 7,8 тис. (6,8 %), Свиднику — 3,4 тис. (7,7 %), Бардійові — 1,9 тис. (2,3 %), Старій Любовні — 1,0 тис. (2,1 %). Абсолютна більшість русинів-українців (89,0 %) проживає в північно-східній частині Словаччини, відомій під назвою «Пряшівщина», де нараховується 6 селищ, в яких етнічні українці складають понад 20 відсотків, та 11 селищ, в яких мешкає понад 10 відсотків етнічних українців. Незначна група української національної меншини мешкає в столиці Словаччини — м. Братислава, на іншій території — дисперсно.

### Чисельність
При переписі населення 1 березня 1991 р. 16.937 громадян Словаччини записалися русинами, а 13.847 — українцями. Разом це становить 30.784 особи, що є найнижчим числом за всю історію цього краю.
За оцінками В. Кубійовича у 1930 р. на Пряшівщині жило щонайменше 110.000 українців, у тому числі на українській суцільній території — 87.000 осіб, поза суцільної української території — 23.000 осіб. Греко-католиків зі словацькою мовою було бл. 80.000 осіб.
За післявоєнними переписами чисельність українців на Пряшівщині була такою:
- 1950 р. — 46 тис.,
- 1960 р. — 33 тис.,
- 1970 р. — 38 тис.

За опитуванням «Словацької національної ради» у 1967 р. у 206 селах (з усіх 250 сіл Пряшівщини) мешкало 98.000 українців.
Сополига Мирослав (доктор наук, директор Музею української культури (м. Свидник, Пряшівщина)):
| У Словаччині нині проживає численна українська громада, приблизна кількість якої становить 150–180 тис. жителів, хоча, щоправда, статистичні дані за останніми переписами говорять лише про 30–40 тис. громадян цієї національності. Русини-українці заселяють близько 300 сіл, компактно розташованих на території Північно-Східної Словаччини вздовж словацько-польського кордону, починаючи найсхіднішими селами Новоселиця, Збій, Улич-Кривий, Руський Грабовець, що межують з Україною, аж до найзахіднішого українського села Остурня під Татрами. |

### Культура на Пряшівщині
В Пряшеві існує Театр Олександра Духновича (колишній Український народний театр), який ставить п'єси як літературною українською мовою, так і місцевим русинським діалектом. У Пряшеві та Меджилабірцях періодично влаштуються культурні події (фестивалі, конгреси, виставки тощо).

### Українські організації у Словаччині
- Українсько-словацька Ініціатива, голова Лудміла Вербітска;
- Словацько-українське товариство (СУТ), голова Антон Новак[6];
- Союз скаутів «Пласт» українсько-русинської національності в Словаччині, голова Леонтін Довговіч
- Об'єднання українських письменників Словаччини, голова Дацей Васіль.

Найбільш чисельною та представницькою організацією закордонних українців у Словаччині був Союз русинів-українців Словаччини (СРУСР). Членська база об'єднання становила близько 4 тисяч осіб, голова Петро Сокол.

### Засоби масової інформації
- Нове життя, газета виходить з 1951 року і видає її орган Союзу русинів-українців СР (СРУСР), головний редактор — Мирослав Ілюк;
- Дукля, літературно-мистецький та публіцистичний журнал видається органом Спілки українських письменників Словаччин з 1953 року, головний редактор — Іван Яцканин.
- Веселка, дитячий журнал виходив з 1951 року, головний редактор — Іван Яцканин.

### Освіта
- Дитячі садки

1. м. Гуменне, при початковій школі, вул. Лесна 909/28, директор Рудольф Дем'ян 1 клас, 13 дітей.
2. с. Руська Поруба, 107, директор Олена Андрейцо 1 клас, 5 дітей.
3. с. Чабини, 131, директор Любов Гайдошова 1 клас, 15 дітей.
4. с. Габура, 50, при початкові школі, директор Дана Мурдзікова 1 клас, 21 дитина.
5. с. Красний Брід, 75, директор Емілія Ряба 1 клас, 15 дітей.
6. м. Меджилабірці, вул. Духновича 480/29, директор Дана Германова 2 класи, 36 дітей;
7. м. Медзілаборце, вул. Свободи 675/23, директор Ольга Капральова 3 класи, 59 дітей.
8. с. Вирава, 84, при початкові школі, директор Наташа Нергешова 1 клас, 14 дітей.
9. м. Пряшів, вул. Сладковичова, 3, директор Анна Жиграйова 1 клас, 25 дітей.
10. с. Орябина, 212, директор Анна Суковата 1 клас, 21 дітей.
11. с. Удол, 55, при початкові школі, директор Марія Томечек 1 клас, 12 дітей.

- Початкові школи

1. с. Хмельова, 136, директор Анна Дзубакова 6 класів, 56 дітей.
2. м. Гуменне, інтернатна з дитячим садочком, директор Рудольф Дем'ян 9 класів, 100 учнів.
3. с. Руська Поруба, 8, директор Штефан Андрейцо 3 класи, 33 учні.
4. с. Габура, 49, з дитячим садочком, директор Дана Мурдзікова 5 класів, 30 учнів.
5. с. Вирава, 84, з дитячим садочком, директор Жанета Ріттерова 2 класи, 13 учнів.
6. м. Пряшів, з'єднана школа (початкова школа та гімназія ім. Т. Г. Шевченка), вул. Сладковичова, 4, директор Юрай Мулічак 9 класів, 140 учнів.
7. с. Орябина, 258, з дитячим садочком, директор Йозеф Ковалчик 3 класи, 38 учнів.
8. с. Удол, 55, з дитячим садочком, директор Марія Томечек 1 клас, 16 учнів.

- Середні школи

1. м. Пряшів, з'єднана школа (гімназія ім. Т. Г. Шевченка з початковою школою), вул. Сладковичова, 4, директор Юрай Мулічак 5 класів, 133 учні.

- Вищі навчальні заклади

1. Пряшівський університет (заснований 1 січня 1997 р., раніше — Православна богословська академія (1950), Греко-католицька богословська академія (1880). Інститут русистики, україністики і славістики Філософського факультету, Пряшів, вул.. 17 Новембра, науково-педагогічний директор Любіца Баботова, завідувач кафедрою україністики Марія Чіжмарова. Станом на 30.08.2008 р. 23 студенти навчаються за фахом переклад, славістика, 32 студенти навчаються за фахом академічна педагогіка.
2. Університет Матея Бела в Банській Бистриці (заснований 1 липня 1992 р. шляхом злиття двох філій Братиславського технічного університету та Братиславського університету Коменського), факультет гуманітарних наук, кафедра слов'янських мов, декан Володимир Варінський. Станом на 30.08.2008 4 студенти навчаються за фахом переклад.

### Відомі українці Пряшівщини
- колишній посол Чехословаччини у Канаді та США І. Рогаль-Ількіїв;
- відомий україніст, дослідник культури українців Словаччини, перший закордонний член НАН України, професор Українського вільного університету, доктор наук Микола Мушинка;
- кандидат історичних наук Іван Ванат;
- редактор української редакції Словацького радіо в Пряшеві, депутат Словацького Парламенту (1992—1994), голова Союзу русинів-українців Словацької Республіки (1994—1999), з 2004 року — заступник голови Центральної ради Союзу русинів-українців Словаччини Павло Богдан
- член ЦР Союзу русинів-українців СР з Пряшева Іван Лаба;
- доктор наук, директор Музею української культури (м. Свидник, Пряшівщина) Сополига Мирослав.